# 扬子铁线莲
扬子铁线莲（学名：Clematis ganpiniana）为毛茛科铁线莲属下的一个种。

## 扩展阅读
- 維基物種上的相關：扬子铁线莲